# Новиков, Игорь Дмитриевич
И́горь Дми́триевич Но́виков (род. 10 ноября 1935, Москва) — советский и российский астрофизик-теоретик и космолог, член-корреспондент РАН (2000). В середине 1980-х годов сформулировал принцип самосогласованности Новикова, явившийся важным вкладом в теорию путешествий во времени.

## Биография
В 1959 году окончил астрономическое отделение мехмата МГУ, в 1962 году — аспирантуру Государственного астрономического института им. П. К. Штернберга. Год проработал учёным секретарём в ГАИШ, защитил кандидатскую диссертацию «Сферические гравитационные поля в ОТО» (1963).
В 1963—1974 годах работал в Институте прикладной математики АН СССР в коллективе физиков-теоретиков во главе с Я. Б. Зельдовичем, с которым в соавторстве написал три монографии. В 1970 году Новиков защитил докторскую диссертацию «Ранние стадии космологического расширения». С 1974 по 1990 год работал в Институте космических исследований АН СССР (заведующий сектором релятивистской астрофизики) под началом И. С. Шкловского. После смерти последнего в 1985 году перешёл в Физический институт АН СССР.
С 1994 года являлся директором Центра теоретической астрофизики (англ. Theoretical Astrophysics Center, (TAC)) Копенгагенского университета, где он работал с 1991 года по приглашению Королевской датской академии наук. В 2001 году, после окончания контракта с Датской академией наук, вернулся в Россию и стал заместителем по науке руководителя Астрокосмического центра ФИАН Н. С. Кардашёва.
Принимал активное участие в планировании и подготовке ряда космических проектов, в том числе «Радиоастрон» (Роскосмос), Planck (ESA), а также в работе с данными WMAP (NASA).
Член-корреспондент РАН по Отделению общей физики и астрономии (астрономия) с 26 мая 2000 года. Член Королевского астрономического общества (1998). Президент Комиссии N 47 «Космология» Международного астрономического союза (1976—1979). Награждён медалью Эддингтона (2007), премией имени А. А. Фридмана РАН (2014).
В 2024 году награждён Благодарностью Президента Российской Федерации за большой вклад в развитие отечественной науки, многолетнюю плодотворную деятельность и в связи с 300-летием со дня основания Российской академии наук.
Новиков женат на Элеоноре Коток и имеет двух детей — Елену и Дмитрия.

## Вклад в науку
Автор научных работ по релятивистской астрофизике, космологии, теории тяготения, а также научно-популярной литературы по астрономии.
В 1964 г. совместно с А. Г. Дорошкевичем вычислил диапазон длин волн, в котором интенсивность реликтового излучения, предсказанного в рамках теории горячей Вселенной, должна значительно превосходить интенсивность излучения других небесных источников, и таким образом указал диапазон, в котором это излучение следует искать.
Занимался разработкой теории чёрных дыр, возникающих в финале эволюции массивных звезд. Показал, что внешнее поле тяготения и внутреннее строение чёрной дыры полностью определяются массой и моментом вращения коллапсирующей звезды и не зависят от деталей распределения вещества и его движения. Отталкиваясь от этого факта, создал теорию внутреннего строения черных дыр. Оценил количество черных дыр, рассмотрел их астрофизических значение и проявление.
Совместно с Я. Б. Зельдовичем предсказал (1966), что чёрные дыры могут проявляться как рентгеновские источники в двойных системах. После открытия таких источников построил теорию релятивистских эффектов в этих системах. Выдвинул гипотезу «белых дыр», исследовал влияние квантовых эффектов на белые и чёрные дыры. В работах по космологии обсудил возможность сильной анизотропии расширения Вселенной вблизи сингулярности, рассмотрел квантовые явления в начале расширения Вселенной, процессы формирования галактик, гипотезу существования первичных чёрных дыр. Разработал теорию происхождения первичных неоднородностей в расширении Вселенной, из которых затем возникли галактики.
Впервые дал надёжную оценку массы квазаров.
В середине 1980-х годов сформулировал принцип самосогласованности Новикова, разрешающий парадоксы, связанные с путешествиями во времени, теоретически допускаемыми некоторыми решениями уравнений Эйнштейна. Впоследствии вместе с иностранными коллегами (Кипом Торном и прочими) анализировал возможность «машины времени».

## Публикации
- Новиков И. Д., Шишаков В. А. Самодельные астрономические инструменты и наблюдения с ними. — М.: Наука, 1965. — 122 с.
- Зельдович Я. Б., Новиков И. Д. Релятивистская астрофизика. — М.: Наука, 1967. — 654 с.
- Зельдович Я. Б., Новиков И. Д. Теория тяготения и эволюция звезд. — М.: Наука, 1971. — 484 с.
- Зельдович Я. Б., Новиков И. Д. Строение и эволюция Вселенной. — М.: Наука, 1975. — 731 с.
- Новиков И. Д. Эволюция вселенной. — М.: Наука, 1983. — 189 с.
- Новиков И. Д. Чёрные дыры и Вселенная. — М.: Молодая гвардия, 1985. — 188 с. (Black Holes and the Universe, translated by Vitaly I. Kisin, Cambridge University Press 1995)
- Новиков И. Д., Фролов В. П. Физика чёрных дыр. — М.: Наука, 1986. — 328 с.
- Новиков И. Д. Энергетика чёрных дыр. — М.: Знание, 1986. — 66 с.
- Новиков И. Д. Как взорвалась Вселенная. — М.: Наука, 1988. — 176 с. — (Библиотечка «Квант» Выпуск 68). — ISBN 5-02-013881-9.
- Шаров А. С., Новиков И. Д. Человек, открывший взрыв Вселенной: Жизнь и труд Эдвина Хаббла. — М.: Знание, 1989. — 203 с.
- Новиков И. Д. Куда течет река времени? — М.: Молодая Гвардия, 1990. — 238 с. — ISBN 9785235008052. (The River of Time, translated by Vitaly I. Kisin, Cambridge University Press 1998, 2001; Il ritmo del tempo, Di Renzo Editore, Roma, 2006)
- Frolov V., I. Novikov. Black Hole Physics: Basic Concepts and New Developments. — Springer, 1998. — 770 с. — ISBN 9780792351450.
- Насельский П. Д., Новиков Д. И., Новиков И. Д. Реликтовое излучение Вселенной. — М.: Наука, 2003. — 390 с. — ISBN 9785020063686.